# Impotentia generandi
Impotentia generandi, deutsch Zeugungsunfähigkeit, Infertilität oder Sterilität, bezeichnet die Unfähigkeit des Mannes, Kinder zu zeugen (→ Unfruchtbarkeit). Wie Impotentia coeundi und Impotentia ejaculandi handelt es sich um sexuelle Störungen.
Diese Terminologie ist auch im Kirchenrecht, speziell bei Eheanfechtungsklagen vor der Römischen Rota, dem zweithöchsten römisch-katholischen Kirchengericht, in Verwendung.